# Ужас (рассказ)
«Ужас» — рассказ Владимира Набокова, относящийся к русскому периоду его творчества. Был написан в 1926 году и опубликован (под псевдонимом В. Сирин) в 1927 году, вошёл в состав сборника «Возвращение Чорба» (1929).

## Сюжет и история текста
Повествование в «Ужасе» ведётся от первого лица. Главный герой рассказывает, что временами испытывает чувство внезапного отчуждения от всего мира: реальность кажется ему лишённой какого-либо смысла. В критический момент его спасает от безумия сообщение о том, что его возлюбленная умирает. При этом герой понимает, что когда-нибудь это чувство к нему вернётся, и тогда он будет обречён.
«Ужас» был написан в начале июля 1926 года и увидел свет в январе 1927 года в журнале «Современные записки» — ведущем литературном издании русской эмиграции, выходившем в Париже. Это была первая публикация Набокова в периодике такого уровня. В 1929 году автор включил рассказ в сборник «Возвращение Чорба».
Михаил Осоргин охарактеризовал «Ужас» как «маленький психологический очерк, хорошо сделанный». Юлий Айхенвальд уподобил его отрывку из учебника по психологии. Истоки сюжета разные литературоведы видели в трудах Декарта, Паскаля, Канта, в произведениях Достоевского, Льва Толстого, Бунина, Льва Рубиновича.
Биограф Набокова Брайан Бойд констатирует, что «Ужас» — «необычно абстрактный для Набокова рассказ», непохожий ни на одно из остальных его произведений.